# Кодин, Евгений Владимирович
Евге́ний Влади́мирович Ко́дин (род. 31 октября 1957, Овстуг, Брянская область, РСФСР, СССР) — российский историк, доктор исторических наук (1999), профессор (1999). Ректор Смоленского государственного университета (2007—2017). Специалист в области зарубежной советологии и белорусоведения 2-й половины XX века.

## Биография
Родился 31 октября 1957 года в селе Овстуг Брянской области.
В 1980 году окончил исторический факультет Смоленского государственного педагогического института им. К. Маркса по специальности «История, обществоведение и английский язык».
В 1980—1981 годах работал учителем истории и английского языка в Любавичской средней школе (Руднянский район Смоленской области).
В 1981—1983 годах служил в Советской армии.
С 1984 года — работал в Смоленском педагогическом институте: лаборантом, ассистентом, старшим преподавателем, секретарём комитета ВЛКСМ института, деканом факультета, проректором.
В 1992 году в Московском педагогическом государственном университете защитил диссертацию на соискание учёной степени кандидата исторических наук. Тема диссертации — «Сельское учительство и преобразование деревни в 1928—1937 гг. (На материалах советских и общественно-политических организаций Западной области)».
В 1998 году — в МГУ защитил диссертацию на соискание учёной степени доктора исторических наук. Тема — «Американская послевоенная советология: методология и источниковая база».
Научные руководители — Е. А. Шмидт и Д. И. Будаев.
Учёные звания — доцент (1995), профессор (1999).
С 2007 по 2017 год Е. В. Кодин — ректор Смоленского государственного университета.
С 2017 по 2022 год Е. В. Кодин — заведующий кафедрой истории России Смоленского государственного университета.
С 2022 года — профессор кафедры истории России Смоленского государственного университета.

## Область научных интересов
История России, историография, сталинизм в российской провинции в 1920-е—1930-е годы, американская советология 2-й половины XX века.

## Научные труды

### Монографии
- Кодин Е. В. «Смоленский нарыв». — Смоленск: Издательство Смоленского государственного педагогического института, 1995. — 111 с. — ISBN 5-88018-022-0.
- Кодин Е. В. «Смоленский архив» и американская советология. — Смоленск: Издательство Смоленского государственного педагогического университета, 1998. — 285 с. — ISBN 5-88018-092-1.
- Кодин Е. В. Гарвардский проект. — М.: РОССПЭН, 2003. — 207 с. — ISBN 5-8243-0385-1.
- Кодин Е. В. Мюнхенский институт по изучению СССР, 1950—1972 гг.: европейский центр советологии?. — Смоленск: Издательство Смоленского государственного университета, 2016. — 270 с. — ISBN 978-5-88018-584-9.

### Сборники документов
- Политические партии России. Документы и материалы / А. Н. Куксин, Е. В. Кодин. — Смоленск: Вдохновение, 1993. — 190 с.
- Сталинизм в российской провинции: смоленские архивные документы в прочтении зарубежных и российских историков / Ред. Е.В. Кодин. — Смоленск: Издательство Смоленского государственного педагогического университета, 1999. — 309 с. — ISBN 5-88018-129-4.

### Учебно-методические труды
- Крестьянский мир в эпоху большого террора: письма смоленских крестьян в редакцию «Крестьянской газеты», 1917—1939 гг.: хрестоматия по курсу «История России. 1917—1939 гг.» для студентов направления подготовки 46.03.01-История / Сост. М. В. Каиль. Науч. ред. Е. В. Кодин. — Смоленск: Издательство Смоленского государственного университета, 2018. — 72 с. — ISBN 978-5-88018-636-5.

### Статьи
- Кодин Е. В. Рижский мир и политика белорусизации в российско-белорусском приграничьи // Рижский договор: взгляд через столетие: сборник научных статей / Гл. ред. Н. Н. Мезга. — Гомель: Гомельский государственный университет им. Ф. Скорины, 2021. — С. 82—86.
- Кодин Е. В. Мерл Фэйнсод и первые оценки российской эмиграции в Европе, 1949 г. (по архиву Роберта Келли) // Дипийцы: исследования и материалы / П. А. Трибунский. — М.: Дом русского зарубежья им. А. Солженицына, 2020. — С. 9—19.
- Кодин Е. В., Родионов И. И. Лагеря военнопленных польско-советской войны в Центральной России, 1919—1922 гг.: нормативная база, инфраструктура // Вопросы истории : журнал. — 2020. — № 7. — С. 43—56.
- Кодин Е. В. Американский комитет освобождения от большевизма и советская эмиграция в Европе // Вестник Санкт-Петербургского университета : журнал. — 2019. — Т. 64, № 3. — С. 1061—1073.
- Кодин Е. В. Мюнхенский институт по изучению СССР, 1950—1972 гг.: страницы истории // Бюллетень библиотеки Толстовского фонда, г. Мюнхен, Германия : бюллетень. — 2016. — № 168—169. — С. 1—27.
- Кодин Е. В. Рецензия на: М. Дэвид-Фокс. Витрины великого эксперимента. Культурная дипломатия Советского Союза и его западные гости, 1921—1941 годы. М.: Новое литературное обозрение. 2015. 568 с. // Вопросы истории : журнал. — 2016. — № 4. — С. 170—175.

### Рецензии
- На русский перевод монографии М. Дэвид-Фокса «Витрины великого эксперимента. Культурная дипломатия Советского Союза и его западные гости, 1921—1941 годы»;
- На англоязычное издание Ш. Фицпатрик;
- На монографию Э. Слоина «Еврейская революция в Белоруссии: экономика, раса и большевистская власть»;
- На англоязычное издание Т. Снайдера «Дорога в несвободу: Россия, Европа, Америка.»

## Награды
- Почётный работник высшего профессионального образования Российской Федерации (1999)[2];
- Заслуженный работник высшей школы Российской Федерации (2008)[2].